# サーモン・アーム
座標: 北緯50度42分8秒 西経119度16分20秒 / 北緯50.70222度 西経119.27222度
サーモン・アーム（英: Salmon Arm）は、カナダのブリティッシュコロンビア州コロンビア・シュスワップ地域の都市。コロンビア・シュスワップ地域の行政府がおかれている。
1905年に自治体として設立。2016年の国勢調査では総人口は17,706人。
夏季は湖畔でのキャンプやハウスボートなどの観光客で賑わう町である。北アメリカで最長の淡水湖における木製の埠頭がある。

## 歴史
シュスワップ湖を構成する4つの「腕（アーム）」のように細長く伸びる流域のうち、中央から南西に伸びる水域は、かつて多くのサーモンの遡上が見られたので、先住民のシュスワップ族の言葉で「サーモン・アーム、鮭の(満ちる)腕(状の流域)」を意味する名前で呼ばれていた。
1885年、サーモン・アームの南端沿岸の土地に、カナダ太平洋鉄道建設のためのキャンプ地ができる。
1885年9月にカナダ太平洋鉄道が開通。
1887年、サーモン・アームに注ぐサーモン川の渓谷に入植のための調査が入る。
1888年、最初の入植者A.J. Hedgmanが住居を定める。
1890年、住民による郵便局設置の請願が通り、正式な居住地として登録される。
1890代末までに、町は2つの雑貨店、学校、ホテルなど多くの新しい建物を含むまでに成長した。人口も200人を超えるまでに成長した。
1904年までには、サーモン・アームは果物の豊作で評判になった。地元の実業家たちは主な産品として果物を栽培し、周囲の人口の多い大きな町に輸送していた。1905年5月、市民の要望により正式な地方自治体が発足した。その後、1912年にサーモン・アームは正式な市に昇格した。
1951年には、エディンバラ公爵夫人エリザベス王女とエディンバラ公爵フィリップ殿下がサーモン・アームを訪れた。
1998年、サーモン・アームの南西34km2の地域が山火事によって焼失した。

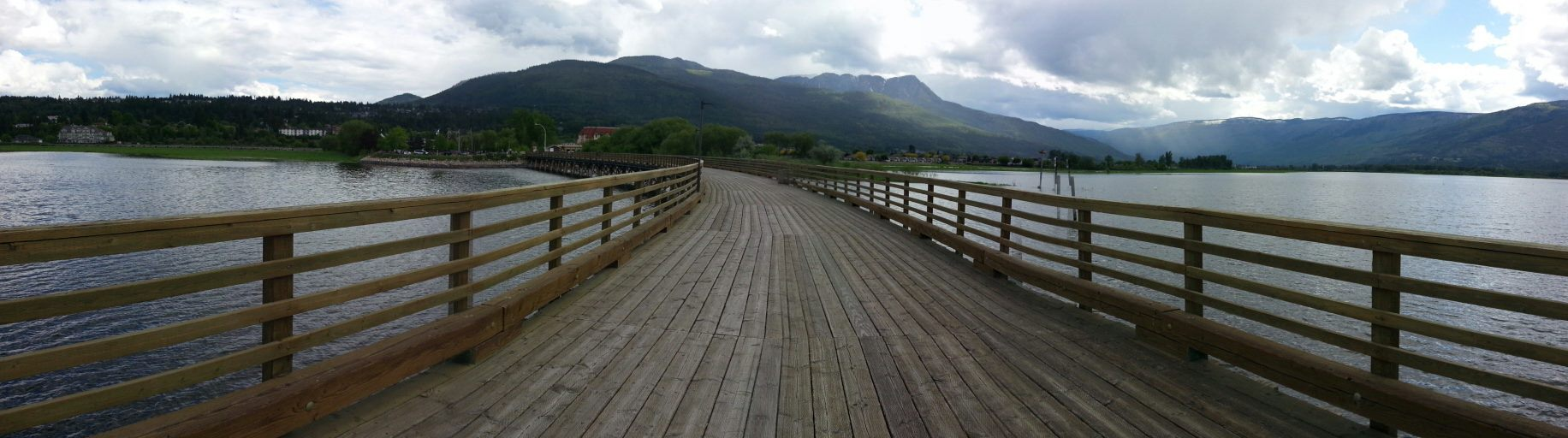
南方向を向いているサーモン・アームの木製埠頭 (2013年5月)

## 対外関係

### 姉妹自治体・提携自治体

#### 日本との姉妹都市･提携都市
- 茨城県稲敷市[8][9]